# 李元一
李 元一（リ・ウォニル、朝鮮語: 리원일、1952年 - ）は、朝鮮民主主義人民共和国の政治家。黄海北道人民委員会委員長、労働相、労働行政部副部長などを歴任した。

## 経歴
1952年に生まれた。出生地は不明。1997年11月に政務院労働行政部副部長に任命された。翌1998年9月に最高人民会議第11期代議員に選出され、労働相に任命された。1999年2月から朝鮮イラン親善協会委員長を兼任。2003年9月に開催された最高人民会議第11期第1回会議で再任されたが、2005年2月に労働相を解任された。2010年9月に黄海北道人民委員会委員長に転じ、2012年7月まで務めた。

## 参考サイト
- 북한정보포털

| 先代李相官 | 黄海北道人民委員会委員長2010年 - 2012年 | 次代姜英洙 |

| 先代労働行政部長 李載允 | 労働相1998年 - 2005年 | 次代鄭永洙 |